# Het vereeuwen
Heer Bommel gaat vereeuwen (of Tom Poes en het tijddeurtje, of kortweg Het vereeuwen is 59ste verhaal uit de Bommelsaga, geschreven en getekend door Marten Toonder. Het verhaal verscheen voor het eerst op 12 maart 1954 en liep tot 1 juni 1954. Thema: Een oefening met de tijdspiraal.

## Samenvatting
Tom Poes ontdekt in het bos een ruïne met een poortje en een stevige eikenhouten deur. Hij ziet een ruige man in vreemde klederdracht uit die deur komen. De vreemdeling zegt uit 13 februari 1353 te komen.
Wanneer Tom Poes 's avonds op kasteel Bommelstein aankomt is het al te laat.  Notaris Scheurleer stelt binnen een document in triplo op waarbij Baron Everhart uit 1353 van kasteel ruilt met Heer Ollie uit 1953. De twee ruzie makende vrienden worden door de baron uit zijn nieuwverworven slot Bommelstein gezet.
Heer Bommel is niet blij bij het zien van zijn ruilobject, een ruïne.  Ze gaan beiden naar binnen en belanden zo midden in de belegering door de Laagbrauwen van het kasteel van de Hoogbrauwen.  Dat is het begin van veel problemen. Omdat het later toevallig vrijdag de dertiende is kunnen ze ontsnappen naar 1953, want dat kan alleen op dergelijke dagen.

## Voetnoot
1. ↑  In 1353 wordt hij ‘baroen’ genoemd.